# Stephan Buchholz
Stephan Buchholz (* 13. Februar 1944 in Lyck, Ostpreußen) ist ein deutscher Rechtswissenschaftler.

## Leben
Nach Studium und Examina in Frankfurt am Main folgte die Promotion 1977 bei Helmut Coing. Von 1977 bis 1987 war er wissenschaftlicher Referent am Max-Planck-Institut für europäische Rechtsgeschichte. Nach der Habilitation 1986 bei Paul Mikat an der Ruhr-Universität Bochum (Venia legendi für Bürgerliches Recht, Europäische Rechtsgeschichte und Kirchenrecht) war er von 1987 bis 1989 C 3-Professor an der Verwaltungsfachhochschule der Senate von Berlin und Hamburg. Von 1989 bis zur Emeritierung 2009 war er C 4-Professor an der Universität Marburg – Lehrstuhl für Bürgerliches Recht und Rechtsgeschichte.

## Schriften (Auswahl)
- Abstraktionsprinzip und Immobiliarrecht. Zur Geschichte der Auflassung und der Grundschuld. Frankfurt am Main 1978, ISBN 3-465-01289-5.
- Eherecht zwischen Staat und Kirche. Preußische Reformversuche in den Jahren 1854 bis 1861. Frankfurt am Main 1981, ISBN 3-465-01502-9.
- Erbfolge und Wiederverheiratung. Erscheinungsformen, Regelungszwecke und Dogmatik letztwilliger Wiederverheiratungsklauseln. Paderborn 1986, ISBN 3-506-73349-4.
- Recht, Religion und Ehe.Orientierungswandel und gelehrte Kontroversen im Übergang vom 17. zum 18. Jahrhundert. Frankfurt am Main 1988, ISBN 3-465-01810-9.